# Nister-Möhrendorf

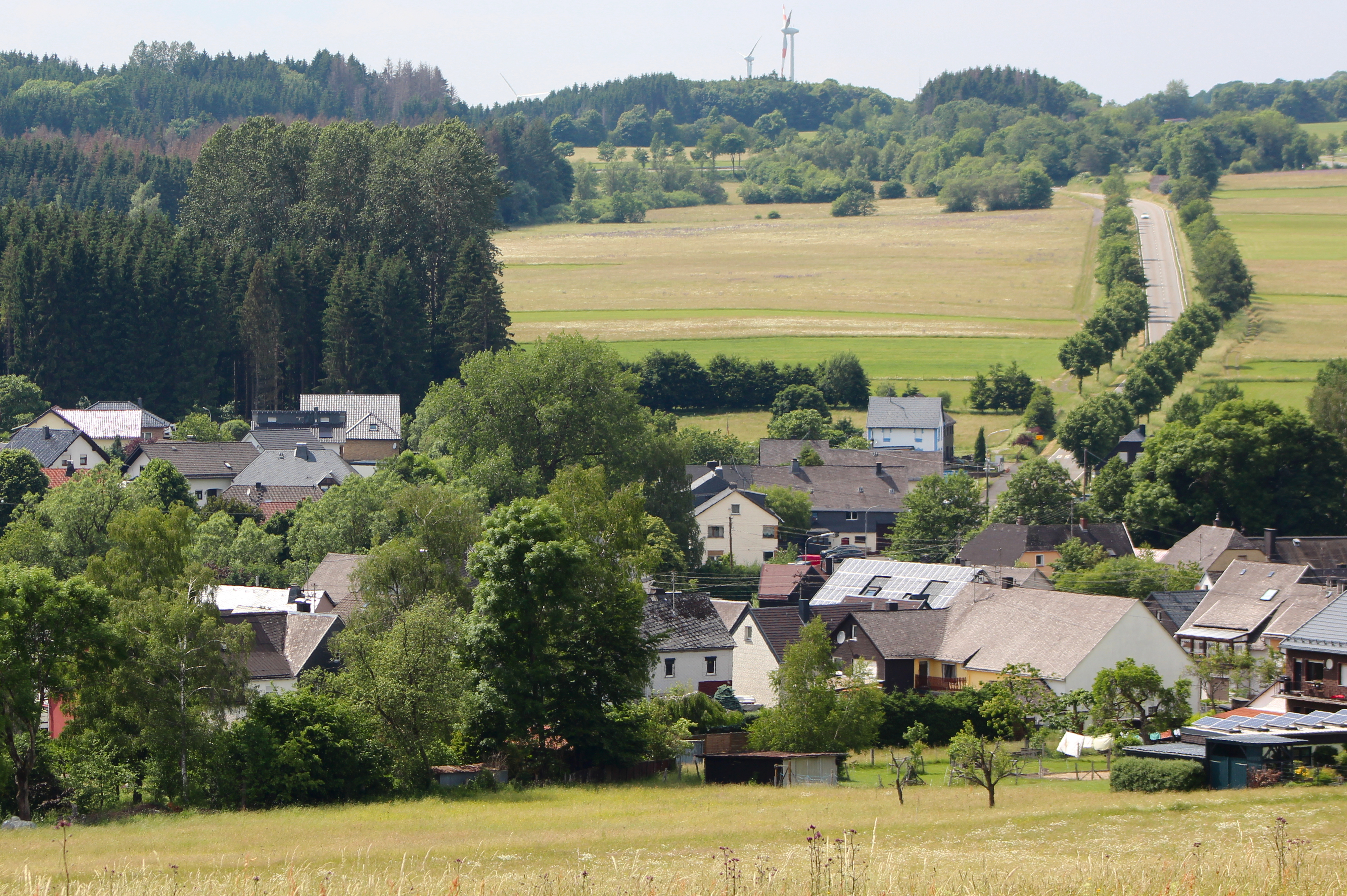
Panorama von Nister-Möhrendorf

Nister-Möhrendorf ist eine Ortsgemeinde im Westerwaldkreis in Rheinland-Pfalz. Sie gehört der Verbandsgemeinde Rennerod an.

## Geographische Lage
Die Gemeinde liegt im Westerwald zwischen Siegen und Limburg an der Lahn. Durch den Ort fließt die Große Nister.

## Geschichte
Beide Orte wurden um 1300 erstmals urkundlich erwähnt. Die Vereinigung der beiden Orte erfolgte zum 1. Januar 1829.
Beide Dörfer waren wohl schon seit dem Mittelalter Teil des Kirchspiels Emmerichenhain und mit diesem der Herrschaft zum Westerwald. Spätestens 1810 bestand eine Filialschule der Kirchspielschule.
Als Einwohnerschaft von Nister werden 1534 drei Vogtleute und ein Nassau-Beilsteiner Eigenmann genannt, 1607 vier Mann. 1635 war der Ort, wohl als Folge des Dreißigjährigen Kriegs, unbewohnt. 1665 wird Nister erstmals wieder als bewohnt geführt, mit zehn Einwohnern. 1711 gab es vier Familien, im Jahr 1750 42 Einwohner und 1807 76 Einwohner. Für Möhrendorf werden 1534 fünf Vogtleute und drei Nassau-Beilsteiner Eigenleute genannt, 1607 sieben Mann. 1643 gab es neun Einwohner, 1711 acht Familien, im Jahr 1750 66 und 1807 117 Einwohner.
Spätestens seit 1733 war eine Mühle in Betrieb, zwischen 1820 und 1861 werden in Nassauischen Verwaltungsakten sogar zwei Mühlen geführt. Der letzte Müller gab seine Arbeit im Jahr 1959 auf. 

## Politik

### Bürgermeister
Christian Dietrich wurde im Juni 2024 zum Ortsbürgermeister von Nister-Möhrendorf gewählt.
Sein Vorgänger war Gernot Brück seit September 2021. Er wurde gemäß Gemeindeordnung durch den Rat gewählt, nachdem für die am 14. März 2021 angesetzte Direktwahl kein gültiger Wahlvorschlag eingereicht wurde.
Dessen Vorgänger Rolf Haas hatte sein Amt mit Wirkung zum 30. November 2020 niedergelegt. Bis zur Ernennung des Nachfolgers wurden die Amtsgeschäfte vom Ersten Beigeordneten Frank Haas ausgeübt.

### Wappen
| Wappen von Nister-Möhrendorf | Blasonierung: „Schild, von Silber und Blau geteilt, belegt mit einem Rad, halb Wagenrad mit vier Speichen, halb Mühlrad mit fünf Speichen in vertauschten Farben. Oben bewinkelt von zwei schwarzen geflochtenen Tragekörben (Kietzen); unten eine silberne Wellenleiste.“ |
| Wappen von Nister-Möhrendorf | |

## Wirtschaft und Infrastruktur

### Verkehr
- Direkt durch die Gemeinde verläuft die Bundesstraße 414, die Herborn mit Hachenburg verbindet. Diese kreuzt sich in unmittelbarer Nähe des Ortes mit der B 54, die Limburg an der Lahn mit Siegen verbindet.
- Die nächste Autobahnanschlussstelle ist Haiger/Burbach an der A 45 Dortmund–Aschaffenburg, etwa 16 Kilometer entfernt.
- Der nächstgelegene ICE-Halt ist der Bahnhof Montabaur an der Schnellfahrstrecke Köln–Rhein/Main.

### Bildung
In Nister-Möhrendorf befinden sich die Grundschule „Hoher Westerwald“ und ein Kindergarten.